# Haley Reed
Haley Reed (Orlando, Florida; 20 de diciembre de 1996) es una actriz pornográfica y modelo erótica estadounidense.

## Biografía
Natural del estado de Florida, a los 19 años contactó con un agente de la industria con el que trató de conseguir primeros cástines y oportunidades para debutar como actriz, ocasión que le llegaría en junio de 2016, grabando su primera escena como tal para Reality Kings con Bruce Venture. Los primeros nueve meses en la industria realizó escenas de pareja y lésbico, pasando en marzo de 2017 a rodar su primera escena de sexo anal en First Anal 5, junto a Jean Val Jean para el estudio Tushy bajo la dirección de Greg Lansky.
En 2018 grabó junto a actrices como Lena Paul, Holly Hendrix y Chanell Heart su primera escena de doble penetración para Hard X, en el título DP Me 6.
Como actriz, ha trabajado para Blacked, Girlfriends Films, Hard X, Evil Angel, Girlsway, Hustler, Mofos, Reality Kings, Deeper, Tushy, Digital Playground, Zero Tolerance, Wicked, 3rd Degree, Elegant Angel, Naughty America, Vixen o Pure Taboo.
En abril de 2017, junto con Honey Gold fue seleccionado para la ceremonia de los Premios XRCO como "Heart-On Girl".
En 2018, junto con Arya Fae, apareció en la portada de la edición de abril de la revista Hustler. A finales de ese mismo año, volvió a aparecer en una nueva sesión fotográfica del magacín. Ese mismo año recibió las nominaciones a Actriz revelación en los Premios XRCO y XCritic.
En 2019 recibió su primera nominación en los Premios AVN, en la categoría de Mejor actuación solo / tease por Just Girls and Their Toys.
Ha rodado más de 560 películas como actriz.

## Premios y nominaciones
| Año  | Ceremonia                   | Resultado | Premio                                    | Trabajo                   |
| ---- | --------------------------- | --------- | ----------------------------------------- | ------------------------- |
| 2017 | Spank Bank Awards           | Nominada  | Best Legs                                 | —                         |
| 2017 | Spank Bank Awards           | Nominada  | Empress of Nipple Paradise                | —                         |
| 2017 | Spank Bank Awards           | Nominada  | Fucking Nerd of the Year                  | —                         |
| 2017 | Spank Bank Awards           | Nominada  | Prettiest Girl In Porn                    | —                         |
| 2017 | Spank Bank Awards           | Ganadora  | The Girl Next Door... Only Better         | —                         |
| 2017 | Spank Bank Technical Awards | Ganadora  | High Fashion Model Gone Bad               | —                         |
| 2018 | Premios XRCO                | Nominada  | Artista revelación del año                | —                         |
| 2018 | Premios XCritic             | Nominada  | Actriz revelación del año                 | —                         |
| 2018 | Spank Bank Awards           | Nominada  | Best 'O' Face                             | —                         |
| 2018 | Spank Bank Awards           | Ganadora  | Best Vocals                               | —                         |
| 2018 | Spank Bank Awards           | Nominada  | Empress of Nipple Paradise                | —                         |
| 2018 | Spank Bank Awards           | Nominada  | Gloryhole Guru of the Year                | —                         |
| 2018 | Spank Bank Awards           | Nominada  | Most Fuckable Feet                        | —                         |
| 2018 | Spank Bank Awards           | Nominada  | Most Fuckable Feet                        | —                         |
| 2018 | Spank Bank Awards           | Nominada  | POV Perfectionist of the Year             | —                         |
| 2018 | Spank Bank Awards           | Nominada  | Prettiest Girl In Porn                    | —                         |
| 2018 | Spank Bank Awards           | Nominada  | Sharing Is Caring                         | —                         |
| 2018 | Spank Bank Awards           | Nominada  | The Most Spanked To Girl of the Year      | —                         |
| 2018 | Spank Bank Awards           | Ganadora  | Two Peas in a Pod                         | —                         |
| 2018 | Spank Bank Technical Awards | Ganadora  | Two Peas in a Pod                         | —                         |
| 2018 | Spank Bank Technical Awards | Ganadora  | Undisputed Scrabble Champion of the World | —                         |
| 2019 | Premios AVN                 | Nominada  | Mejor actuación solo / tease              | Just Girls and Their Toys |
| 2019 | Spank Bank Awards           | Nominada  | Airtight Angel of the Year                | —                         |
| 2019 | Spank Bank Awards           | Ganadora  | Best Vocals                               | —                         |
| 2019 | Spank Bank Awards           | Nominada  | Breathtaking Blonde of the Year           | —                         |
| 2019 | Spank Bank Awards           | Ganadora  | Cock Worshipper of the Year               | —                         |
| 2019 | Spank Bank Awards           | Nominada  | Fucking Nerd of the Year                  | —                         |
| 2019 | Spank Bank Awards           | Nominada  | Most Underrated Slut                      | —                         |
| 2019 | Spank Bank Awards           | Nominada  | Prettiest Girl In Porn                    | —                         |
| 2019 | Spank Bank Awards           | Ganadora  | Sharing Is Caring                         | —                         |
| 2019 | Spank Bank Awards           | Nominada  | Size Queen                                | —                         |
| 2019 | Spank Bank Awards           | Nominada  | Size Queen                                | —                         |
| 2019 | Spank Bank Awards           | Nominada  | The Girl Next Door? Only Dirtier          | —                         |
| 2019 | Spank Bank Technical Awards | Ganadora  | Pancake Flipping Expert                   | —                         |
| 2021 | Premios AVN                 | Nominada  | Mejor escena de sexo transexual en grupo  | House Shopping            |
| 2021 | Premios AVN                 | Nominada  | Mejor escena de trío H-M-H                | Excess                    |
| 2023 | Premios XBIZ                | Nominada  | Mejor escena de sexo en película gonzo    | Blacked Raw 50            |
| 2024 | Premios AVN                 | Nominada  | Artista lésbica del año                   | —                         |
| 2025 | Premios XMA                 | Nominada  | Mejor escena de sexo en película comedia  | My Best Friend's Girl 2   |